# Sykópetra
Sykópetra är en ort i Cypern.   Den ligger i distriktet Eparchía Lemesoú, i den centrala delen av landet, 40 km sydväst om huvudstaden Nicosia. Sykópetra ligger 766 meter över havet och antalet invånare är 141. Den ligger på ön Cypern.
Terrängen runt Sykópetra är lite bergig. Trakten runt Sykópetra är glesbefolkad, med 20 invånare per kvadratkilometer. Närmaste större samhälle är Germasógeia, 17,7 km söder om Sykópetra. Trakten runt Sykópetra är i huvudsak ett öppet busklandskap.